# 顺德水道大桥

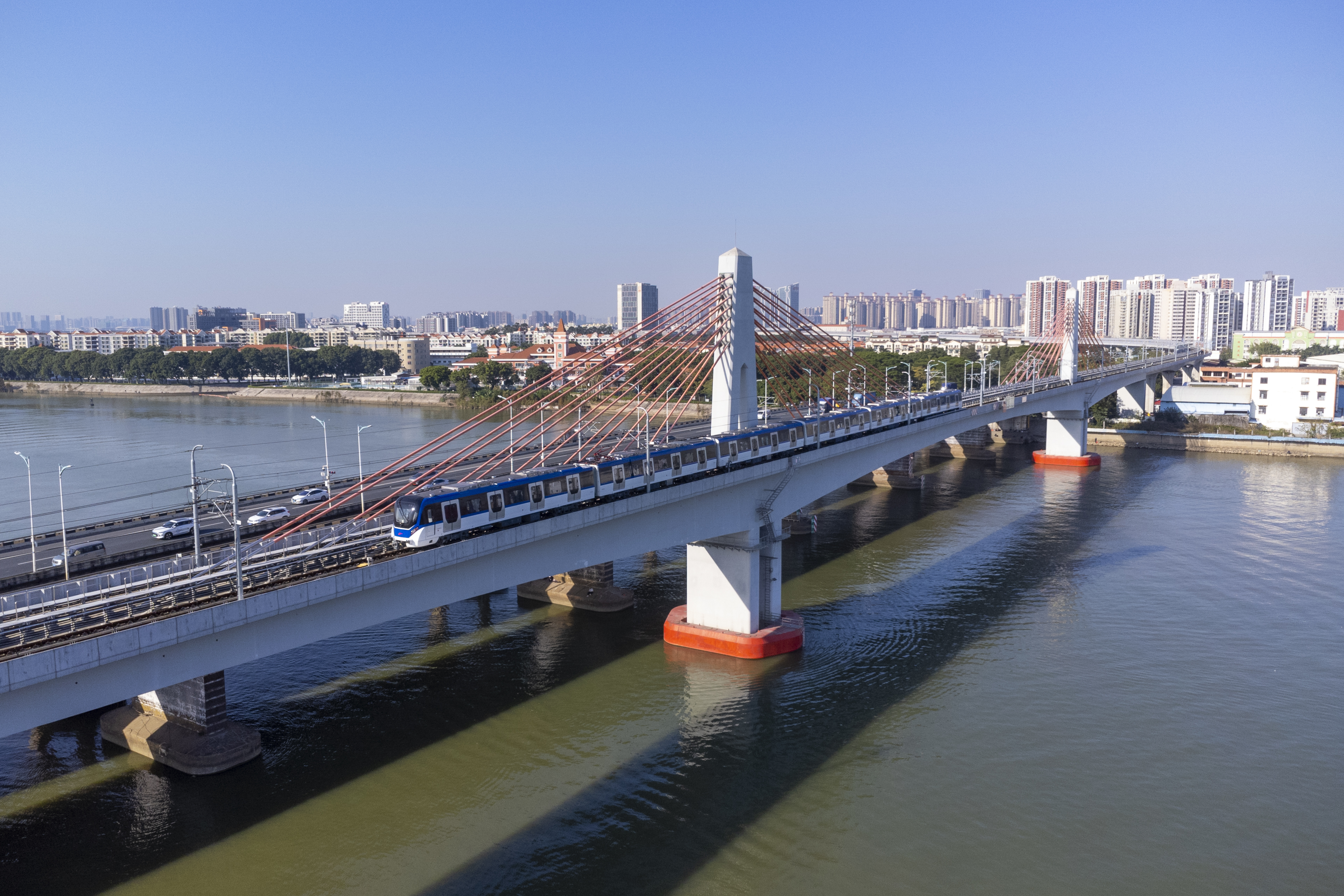
顺德水道大桥

顺德水道大桥是中国广东省佛山市顺德区一座横跨顺德水道的地铁斜拉桥，与三洪奇大桥相邻。该桥位于佛山地铁3号线广教站至伦教站区间，是广东省首座跨水道地铁斜拉桥。

## 基本信息
桥梁基本信息如下：
- 桥梁总长：355.6m；
- 桥梁宽度：11.8m；
- 通航形式：单孔双向通航；
- 主墩间的有效净宽：161m；
- 通航净高：10m。

## 历史
2017年9月23日，顺德水道大桥主墩首根桩基开钻并顺利成孔。2020年7月，顺德水道大桥合龙。2022年6月30日，顺德水道大桥通过通航验收。